# 米拉河 (南美洲)
米拉河（西班牙語：Río Mira）是南美洲的河流，流經厄瓜多爾西北面和哥倫比亞西南面，河道全長400公里，最終在圖馬科西南面約10公里注入太平洋。